# Тео Фаби
Тео Фаби (на италиански: Teo Fabi) e бивш пилот от Формула 1. Роден на 9 март 1955 година в Милано, Италия. Има шейсет и четири участия в стартове от световния шампионат във Формула 1, като записва три пол позишън, два подиума, две най-бързи обиколки и 23 точки. Състезава се за три различни отбора.